# Gurkenveredelung
Bei der Gurkenveredelung wird eine Gurkenpflanze auf eine Kürbis-Unterlage aufgepfropft. Damit werden Gurkenpflanzen erzeugt, die zum einen resistenter gegen die Gurkenwelke, eine Pilzkrankheit, sind und zum anderen eine höhere Widerstandsfähigkeit gegenüber Fäulnisbakterien, die insbesondere bei niedrigeren Temperaturen die Pflanze angreifen können, besitzen. Der Hauptzweck der Veredelung ist aber das beschleunigte Wachstum und eine erhöhte Erntemenge pro Fläche. Vor allem beim Anbau im Gewächshaus kommen diese Vorteile zur Geltung.
Die Veredelung wird ausgeführt, indem dicht nebeneinanderwachsende Feigenblatt-Kürbis- und Gurkenpflanzen schräg angeschnitten, an der Schnittstelle zusammengesteckt und eng verbunden werden, beispielsweise mit Metallfolie. Nach einigen Tagen muss von der Kürbispflanze eines der beiden Keimblätter und der Trieb entfernt werden, damit die Wuchskraft des Kürbisses der Gurke zugutekommt. Nach dem Zusammenwachsen, dies dauert fünf bis sechs Tage, wird die Gurkenwurzel abgetrennt. Die ersten Tage danach muss Verdunkelung erfolgen.